# Philippines aux Jeux mondiaux de 2017
Cet article contient des informations sur la participation et les résultats des Philippines aux Jeux mondiaux de 2017 à Wrocław en Pologne.

## Médailles

### Or
| Sport             | Discipline                 | Sportifs         |
| Médaille d'or : 1 |                            |                  |
| Billard           | Hommes - Billard américain | Carlo Biado (en) |

### Argent
| Sport                 | Discipline | Sportifs |
| Médaille d'argent : 0 |            |          |

### Bronze
| Sport                  | Discipline | Sportifs |
| Médaille de bronze : 0 |            |          |